# 溥釗
奉恩輔國公溥釗（1885年6月3日—1937年8月14日），奉恩將軍載霞第三子，母妻巴魯特氏，其父為凌保，愉郡王系第七代。
他在光緒十一年五月（1885年）出生，同年七月過繼為奉恩鎮國公載璨之子，八月接替養父成為愉郡王第七代，但因為愉郡王並非世襲罔替的爵位，因此他的封爵只是奉恩輔國公。
康德四年七月（1937年）他去世，虛齡五十三岁。